# Асакты
Асакты — река в России, протекает по Архангельскому району Башкортостана. Левый приток реки Курт.

## География
Река берёт начало в урочище Асакты. Течёт на север через осиновые леса. Устье реки находится восточнее деревни Успенка в 6,5 км по левому берегу реки Курт. Длина реки составляет 13 км.
Система водного объекта: Курт → Сим → Белая → Кама → Волга → Каспийское море.

## Данные водного реестра
По данным государственного водного реестра России относится к Камскому бассейновому округу, водохозяйственный участок реки — Сим от истока и до устья, речной подбассейн реки — Белая. Речной бассейн реки — Кама.
Код объекта в государственном водном реестре — 10010200612111100019461.